# 新加坡紅十字會
新加坡紅十字會（英語：The Red Cross Society of the Republic of Singapore，縮寫：SRC）起始於1949年9月30日，當時隸屬於英國紅十字會。1973年4月，新加坡紅十字會（SRC）於新加坡國會正式註冊成立。2001年，它被新加坡衛生科學局任命為國家捐血中心。

## 組織
- SRC理事由27至33名成員所組成的理事會，主席由新加坡總統任命。該委員會負責推行SRC的目標，通過議會的憲法法案和規定。理事會徵詢三名任命委員提供專業知識，即財務委員會，法律委員會和醫學委員會。
- SRC管理由執行委員會監督，運作由紅十字青少年部，成年志願者部，程序部，各常設委員會，工作隊和資源小組。由理事會祕書處制定政策和指令實施，志工和工作人員SRC活動。

### 部門
- 理事會
  - 祕書處
- 程序部
- 紅十字青少年部
- 成人志願者部

### 業務項目
- 紅十字會弱勢家庭
- 捐血招募計劃[1]
- 紅十字會訓練中心
- 紅十字會非緊急救護車服務
- 國際服務

## 主要活動
- 2004年12月，新加坡紅十字會積極參與印度洋大地震救災工作。[2]
- 2005年5月，新加坡紅十字會慶祝紅十字運動142週年，推出兩個月期間的活動，像是將捐血車開進紅十字會之家。[來源請求]
- 2012年10月，新加坡紅十字會支援汶川地震，并向中国红十字会捐赠1500万元[3]。

## 腳註
1. ↑  （简体中文）. 2013-06-09  [2017-05-14]. （原始内容存档于2014-07-23）. 新加坡过去十年每年的献血量增加了大约８０％，在去年的献血者中，有３２％的人年龄不超过２５周岁。
2. ↑  International Council of Christian Churches. .   [7 Dec 2010]. （原始内容存档于2016-03-03）.
3. ↑  （简体中文）. 中国新闻网. 2017-10-17  [2017-05-14]. （原始内容存档于2020-02-05）. 中国红十字会常务副会长赵白鸽向新方介绍了中国红会开展博爱家园项目的进展情况，认为新方此次援助的农村社区项目对今后树立典型在全国推广有积极的意义。

## 內部連結
- 國際紅十字與紅新月運動
- 各國紅十字會
- 紅十字國際委員會
- 紅十字會與紅新月會國際聯合會

## 外部連結
- 新加坡紅十字會 （页面存档备份，存于）